# Salt amb esquís als Jocs Olímpics d'Hivern de 1928
Als Jocs Olímpics d'Hivern de 1928 celebrats a la ciutat de Sankt Moritz (Suïssa) es disputà una prova de salt amb esquís en categoria masculina. La prova es disputà el dia 18 de febrer de 1928 a les instal·lacions de Sankt Moritz amb un trampolí de 66 metres d'altura.

## Comitès participants
Hi participaren un total de 38 saltadors de 13 comitès nacionals diferents.
| - Alemanya (4) - Àustria (1) - Canadà (1) - Estats Units (3) - Finlàndia (2) - França (3) - Itàlia (3) |  | - Japó (1) - Noruega (4) - Polònia (4) - Suècia (4) - Suïssa (4) - Txecoslovàquia (4) |

## Resum de medalles
| Prova           | Or           | Argent       | Bronze         |
| Salt amb esquís | Alf Andersen | Sigmund Ruud | Rudolf Burkert |

## Medaller
| Posició | País           | Or | Argent | Bronze | Total |
| 1       | Noruega        | 1  | 1      | 0      | 2     |
| 2       | Txecoslovàquia | 0  | 0      | 1      | 1     |
|         |                |    |        |        |       |
| Total   | Total          | 1  | 1      | 1      | 3     |

## Resultats
| Lloc | Saltador                    | Total  |
| ---- | --------------------------- | ------ |
| 1    | Alf Andersen                | 19.208 |
| 2    | Sigmund Ruud                | 18.524 |
| 3    | Rudolf Burkert              | 17.937 |
| 4    | Axel-Herman Nilsson         | 16.937 |
| 5    | Sven-Olof Lundgren          | 16.708 |
| 6    | Rolf Monsen                 | 16.687 |
| 7    | Sepp Mühlbauer              | 16.541 |
| 8    | Ernst Feuz                  | 16.458 |
| 9    | Martin Neuner               | 16.291 |
| 10   | Bertil Carlsson             | 16.187 |
| 11   | Erich Recknagel             | 16.020 |
| 12   | Paavo Nuotio                | 15.833 |
| 13   | Vitale Venzi                | 15.750 |
| 14   | Charles Proctor             | 15.583 |
| 15   | Willy Möhwald               | 15.500 |
| 15   | Gerald Dupuis               | 15.500 |
| 17   | Franz Thannheimer           | 15.333 |
| 18   | Anders Haugen               | 15.291 |
| 19   | Alois Kratzer               | 14.853 |
| 20   | Josef Bím                   | 14.728 |
| 21   | Karl Wondrak                | 14.478 |
| 22   | Esko Järvinen               | 13.978 |
| 23   | Stanisław Gąsienica Sieczka | 13.917 |
| 24   | Klébert Balmat              | 13.833 |
| 25   | Aleksander Rozmus           | 13.166 |
| 26   | Martial Payot               | 12.678 |
| 27   | Andrzej Krzeptowski         | 12.604 |
| 28   | Jacob Tullin Thams          | 12.562 |
| 29   | Harald Bosio                | 12.062 |
| 30   | Gérard Vuilleumier          | 12.020 |
| 31   | Sven Eriksson               | 11.500 |
| 32   | Bruno Trojani               | 10.782 |
| 33   | Luigi Bernasconi            | 10.020 |
| 34   | Luciano Zampatti            | 9.687  |
| 35   | Joseph Maffioli             | 8.125  |
| 36   | Hans Kleppen                | 6.500  |
| 37   | Bronisław Czech             | 6.333  |
| 38   | Motohiko Ban                | 4.000  |